# Meccanica dei solidi

Teorema di Betti

In fisica la meccanica dei solidi è la parte della meccanica del continuo che riguarda lo studio dello stato di tensione e di deformazione dei corpi solidi al fine soprattutto di evidenziarne i valori limiti di resistenza al variare delle condizioni di carico (forze esterne, cambiamenti di temperatura, applicazione di spostamenti). 
Ogni corpo solido è caratterizzato dal fatto di possedere una propria configurazione naturale (una propria geometria iniziale a riposo) e dalla capacità  di poter sostenere componenti normali e tangenziali dello stato di tensione interna. I campi di tensione interna e deformazione di un continuo solido si determinano risolvendo un sistema di equazioni che esprimono l'equilibrio meccanico, le relazioni costitutive e la congruenza cinematica. 
Se la sollecitazione applicata è sufficientemente piccola (o la proporzione della deformazione rispetto alla dimensione originale è abbastanza piccola), quasi tutti i corpi solidi si comportano in modo che la deformazione sia direttamente proporzionale alla sollecitazione; il coefficiente di proporzionalità è definito modulo di elasticità o modulo di Young. Questa regione di deformazione è conosciuta come regione linearmente elastica.

## Argomenti principali

Tetraedro di Cauchy

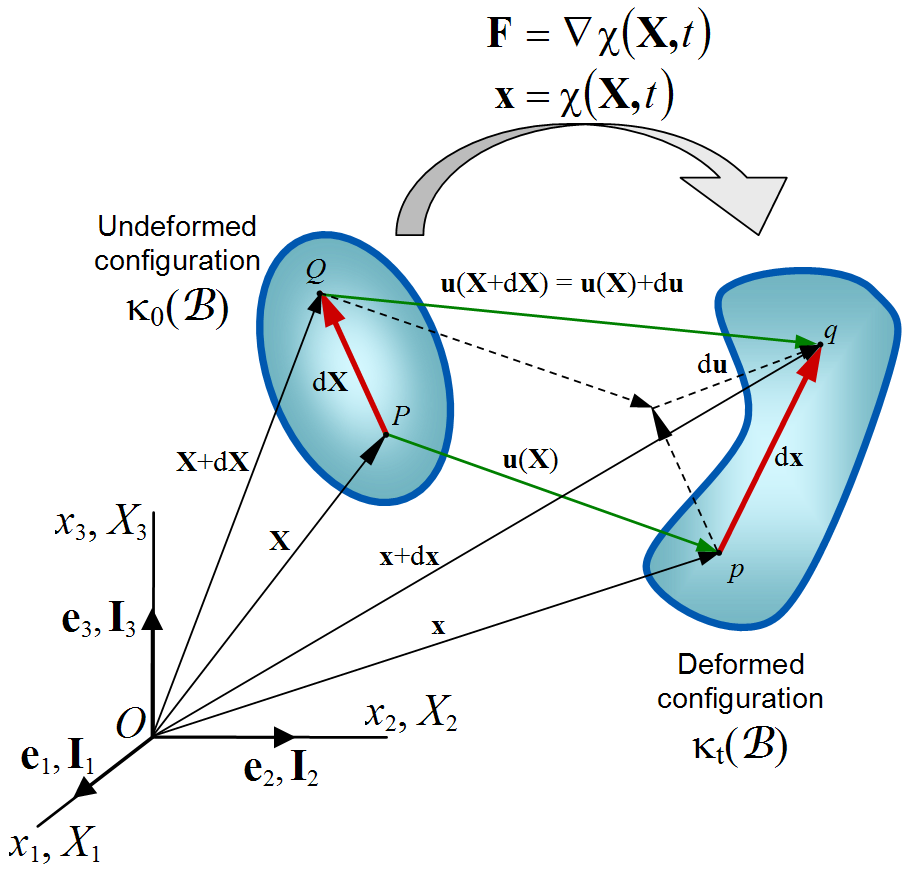
Deformazione

Vi sono molti modelli standard che descrivono come i solidi rispondono alle sollecitazioni:
1. Elastico – I materiali linearmente elastici possono essere descritti dalle equazioni di elasticità tridimensionale. Una sollecitazione che obbedisce alla  legge di Hooke è una versione lineare monodimensionale di un generico corpo elastico. Per definizione, quando la sollecitazione cessa, la deformazione elastica è completamente recuperata.
2. Viscoelastico – un materiale che è elastico, ma possiede pure umidità: nel carico e nello scarico, dev'essere esercitato un lavoro contro l'effetto d'attrito viscoso. Tale lavoro è convertito in calore interno del materiale. Questo risulta in un cappio isteretico nella curva sollecitazione-deformazione.
3. Plastico – un materiale che, quando la sollecitazione supera una certa soglia, modifica permanentemente la propria forma a riposo. Il materiale comunemente conosciuto come "plastico" porta tale nome in conseguenza di questa proprietà. La deformazione plastica non è recuperata eliminando il carico.

Una delle maggiori applicazioni pratiche della meccanica dei solidi è l'equazione di trasmissione di Eulero-Bernoulli.
La meccanica dei solidi, così come la meccanica del continuo, fa largo uso dei tensori per descrivere sollecitazioni, deformazioni e la relazione che intercorre tra essi.
Solitamente, la meccanica dei solidi utilizza modelli lineari per legare le sollecitazioni e le deformazioni (si veda elasticità lineare). Ciononostante, i materiali reali mostrano spesso comportamenti non-lineari.